# Sheila Lerwill
Sheila Lerwill (Londres, Reino Unido, 16 de agosto de 1928) fue una atleta británica, especializada en la prueba de salto de altura en la que llegó a ser subcampeona olímpica en 1952 y plusmarquista mundial durante casi tres años a comienzos de los años 50 con un salto de 1.72 metros.

## Carrera deportiva
En los JJ. OO. de Helsinki 1952 ganó la medalla de plata en salto de altura, con un salto de 1.65 metros, tras la sudafricana Esther Brand (oro con 1.67 m) y por delante de la soviética Aleksandra Chudina (bronce con 1.63 m.